# Coupe du monde de cyclisme sur route 2003
Navigation
Édition précédente Édition suivante
La Coupe du monde de cyclisme 2003 est la 15e édition de la Coupe du monde de cyclisme sur route.
Paolo Bettini est le premier coureur à gagner la Coupe du monde en remportant trois manches. 

## Épreuves
| Date       | Course                       | Pays      | Vainqueur            | Équipe                 |
| ---------- | ---------------------------- | --------- | -------------------- | ---------------------- |
| 22 mars    | Milan-San Remo               | Italie    | Paolo Bettini        | Quick Step - Davitamon |
| 6 avril    | Tour des Flandres            | Belgique  | Peter Van Petegem    | Lotto - Domo           |
| 13 avril   | Paris-Roubaix                | France    | Peter Van Petegem    | Lotto - Domo           |
| 20 avril   | Amstel Gold Race             | Pays-Bas  | Alexandre Vinokourov | Team Telekom           |
| 27 avril   | Liège-Bastogne-Liège         | Belgique  | Tyler Hamilton       | CSC                    |
| 3 août     | HEW Cyclassics               | Allemagne | Paolo Bettini        | Quick Step - Davitamon |
| 9 août     | Classique de Saint-Sébastien | Espagne   | Paolo Bettini        | Quick Step - Davitamon |
| 17 août    | Championnat de Zurich        | Suisse    | Daniele Nardello     | Team Telekom           |
| 5 octobre  | Paris-Tours                  | France    | Erik Zabel           | Team Telekom           |
| 18 octobre | Tour de Lombardie            | Italie    | Michele Bartoli      | Fassa Bortolo          |

## Classements finals

### Individuel
| Position | Coureur           | Équipe                 | Points |
| -------- | ----------------- | ---------------------- | ------ |
| 1        | Paolo Bettini     | Quick Step - Davitamon | 365    |
| 2        | Michael Boogerd   | Rabobank               | 220    |
| 3        | Peter Van Petegem | Lotto - Domo           | 219    |
| 4        | Davide Rebellin   | Gerolsteiner           | 187    |
| 5        | Erik Zabel        | Team Telekom           | 186    |
| 6        | Danilo Di Luca    | Saeco                  | 140    |
| 7        | Mirko Celestino   | Saeco                  | 139    |
| 8        | Michele Bartoli   | Fassa Bortolo          | 124    |
| 9        | Daniele Nardello  | Team Telekom           | 124    |
| 10       | Stuart O'Grady    | Crédit agricole        | 124    |

### Par équipes
| Position | Équipe                   | Points |
| -------- | ------------------------ | ------ |
| 1        | Saeco Macchine per Caffè | 79     |
| 2        | Quick Step-Davitamon     | 72     |
| 3        | Alessio                  | 47     |
| 4        | Rabobank                 | 47     |
| 5        | Fassa Bortolo            | 45     |
| 6        | Team Telekom             | 30     |
| 7        | Lotto-Domo               | 26     |
| 8        | Cofidis                  | 23     |
| 9        | Gerolsteiner             | 21     |
| 10       | Lampre-Daikin            | 19     |